# Melanargia lactea
Melanargia lactea är en fjärilsart som beskrevs av Wagner 1929. Melanargia lactea ingår i släktet Melanargia och familjen praktfjärilar. Inga underarter finns listade i Catalogue of Life.